# 유원 (창성절후)
유원(劉元, ? ~ 기원전 56년)은 전한 후기의 제후로, 광천유왕의 아들이다.

## 행적
신작 3년(기원전 59년), 창성후(昌成侯)에 봉해졌다.
창성절후 4년(기원전 56년)에 죽어 시호를 절이라 하였고, 아들 유치가 작위를 이었다.

## 출전
- 반고, 《한서》 권15하 왕자후표 下

| 선대 (첫 봉건) | 전한의 창성후 기원전 59년 4월 무술일 ~ 기원전 56년 | 후대 아들 창성경후 유치 |